# غوشناطية رقيقة
غوشناطية رقيقة (الاسم العلمي:Gochnatia attenuata) هي نوع من النباتات تتبع جنس الغوشناطية من الفصيلة النجمية.